# Qué mañana!
Qué mañana! o estilizado Qm! es un programa de televisión argentino de género magazine, que complementa la cocina, espectáculo, moda, deportes, tecnología y humor. Debutó el 31 de marzo de 2014 por la cadena elnueve, como sucesor del programa «La cocina del 9» y se emite de lunes a viernes a las 10:00 (UTC -3).
Con la producción de Claudio Celestino, dirección de José María Varona, Osvaldo Capra y Diego Bentosela y musicalización de Mariano Banus hasta el 2021, fue conducido por el chef Ariel Rodríguez Palacios de 2014 a 2021. De 2022 a 2023 el programa fue conducido por el chef Guillermo Calabrese hasta su fallecimiento. Y desde mayo de 2023 hasta febrero de 2025 fue conducido por Mariano Peluffo y está cargo de la conducción de Julián Weich desde febrero de 2025.

## Formato
El programa es un magazín matutino sobre cocina al que se le suma la labor humorística, los nuevos avances de la tecnología en el mundo y el país, la actualidad en el ámbito deportivo y farandulero, consejos de moda y belleza que están a cargo de un panel especializado en los respectivos temas. El ciclo también recibe a invitados del medio, notas exclusivas y están acompañados por la música.

## Equipo
| Profesional              | Área               | Temporadas    |
| ------------------------ | ------------------ | ------------- |
| Julián Weich             | Conducción         | 2025-presente |
| Mariano Peluffo          | Conducción         | 2023-2025     |
| Juan Ferrara             | Sirviente/Cocina   | 2023, 2025    |
| Ariel Rodríguez Palacios | Conducción/Cocina  | 2014-2021     |
| Guillermo Calabrese      | Conducción/Cocina  | 2022-2023     |
| Daniel Gómez Rinaldi     | Espectáculos       | 2014-presente |
| Bárbara Casen            | Locución           | 2022-presente |
| Agustina Díaz            | Actualidad         | 2022-presente |
| Maia Chacra              | Actualidad         | 2016-presente |
| Andrea Purita            | Nutrición          | 2014-presente |
| Carla “Calu” Bonfante    | Locución           | 2017-2021     |
| Tatiana Schapiro         | Actualidad         | 2018 - 2020   |
| Dalia Gutmann            | Humor              | 2014          |
| Alexis Szewczyk          | Deportes           | 2014 - 2015   |
| Silvina Gualtieri        | Actualidad         | 2014 - 2016   |
| Martina Rua              | Tecnología         | 2014 - 2015   |
| Geraldine Neumann        | Moda               | 2014 - 2015   |
| Gabriel Piñeiro          | Locución           | 2014 - 2015   |
| Rodrigo Vagoneta         | Humor              | 2014 - 2017   |
| Mago Black               | Humor              | 2016          |
| Martín Vázquez           | Humor              | 2016          |
| Adrián Garavaglia        | Deportes           | 2016 - 2017   |
| Julieta Schulkin         | Tecnología         | 2016 - 2017   |
| Noelia Marzol            | Moda, Espectáculos | 2016 - 2017   |
| Alejandro Dávalos        | Humor              | 2017          |

## Premios y nominaciones
| Año  | Premiación            | Categoría                     | Receptor             | Resultado | Ref.  |
| ---- | --------------------- | ----------------------------- | -------------------- | --------- | ----- |
| 2014 | Premios Martín Fierro | Mejor Labor Humorística       | Alejandro Gardinetti | Nominado  | [ 1 ] |
| 2016 | Premios Tato          | Mejor Programa de Cocina      | Qué mañana!          | Nominado  | [ 2 ] |
| 2017 | Premios Tato          | Mejor Programa de Cocina      | Qué mañana!          | Nominado  | [ 3 ] |
| 2021 | Premios Martín Fierro | Mejor Programa de Gastronomía | Qué mañana!          | Nominado  | [ 4 ] |